# SHARC

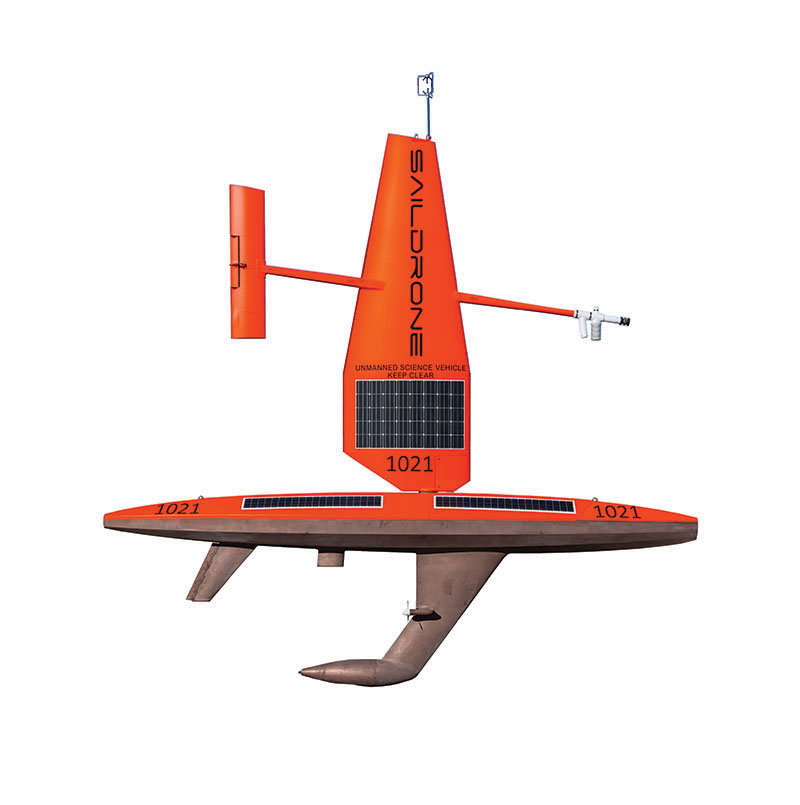
Um veículo de superfície não tripulado (USV) é um veículo movido a energia eólica e solar para coletar dados do oceano.

SHARC (Sensor Hosting Autonomous Remote Craft ou Sensor hospedeiro de embarcação remota autônoma) é uma versão de veículo de superfície não tripulado personalizado para uso da Marinha dos EUA. SHARC usa asas para colher energia das ondas do mar para propulsão. Os SHARCs não possuem assinatura de radar ou acústica para fornecer sua identificação ou localização. A Marinha aplica SHARCs para espionagem e vigilância costeira. A Marinha coloca seus SHARCs no meio do oceano e os deixa lá por meses a fio. Se um barco ou submarino estiver dentro do alcance de seus sensores, ele poderá avisar embarcações próximas via link via satélite.
Os SHARCs foram implantados na costa do norte da Escócia durante a demonstração de Guerra Não Tripulada da Marinha Real Britânica em 2016. Estes veículos autônomos de superfície usavam sensores acústicos da Boeing em missão de guerra antissubmarina(ASW).